# Bayfront Park

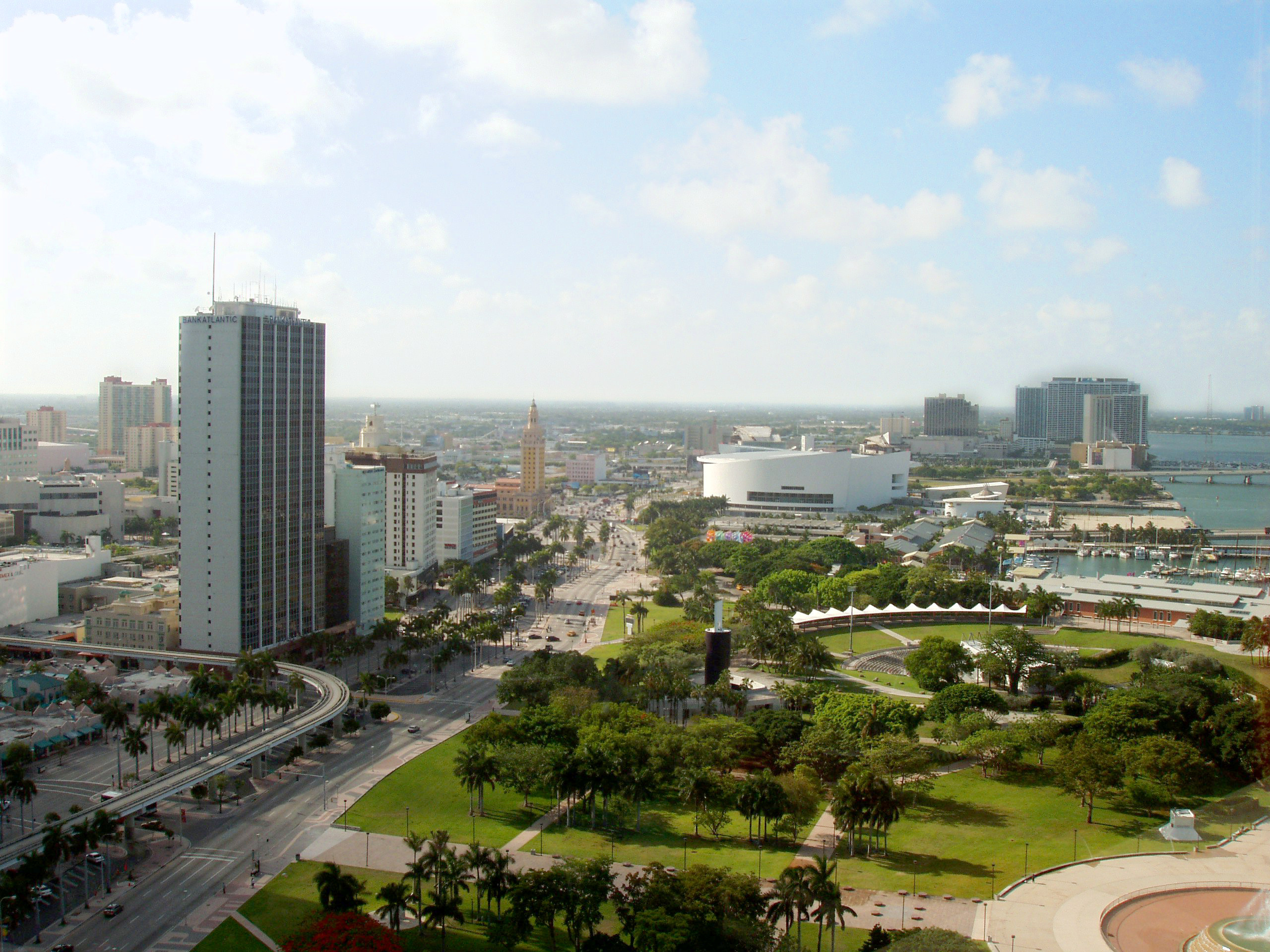
Le Bayfront Park.

Bayfront Park est un parc public du centre-ville de Miami en Floride. D'une superficie de 13 ha, sa construction débuta en 1924, dessiné par Warren Henry Manning. Il ouvrit officiellement mi-1925. À partir de 1980, il est remodelé sur les plans de l'architecte paysagiste nippo-américain Isamu Noguchi. Aujourd'hui, il est géré et entretenu par le Miami-Dade County Parks and Recreation Department, un organisme public qui gère tous les parcs de Miami. Bayfront Park est bordé au nord par Bayside Marketplace et l'AmericanAirlines Arena, au sud par Chopin Plaza, à l'ouest par Biscayne Boulevard et à l'est par la baie de Biscayne. Bayfront Park est le lieu de nombreux évènements, principalement l'Ultra Music Festival, l'un des plus grands festivals de musique électronique au monde mais aussi le lâcher de ballon du nouvel an, ou les célébrations de Noël. Il abrite également le Miami SkyLift Balloon, un amphithéâtre de 10 000 places dont 2 672 assises, le pavillon de Tina Hills, pavillon de plein air pouvant accueillir 1 000 spectateurs, ainsi que des départs d'excursion en bateau dans la baie de Biscayne.

## Histoire

### Attentat contre Roosevelt
Le 15 février 1933, le président élu Franklin Roosevelt échappa à un attentat alors qu’il prononçait un discours impromptu depuis l'arrière de sa voiture décapotable à Bayfront Park. L’auteur des coups de feu était Joseph Zangara, un anarchiste d’origine italienne dont les motivations étaient d’ordre personnel. Il ne réussit pas à toucher Roosevelt mais blessa cinq autres personnes dont le maire de Chicago Anton Cermak qui mourut 3 semaines plus tard de ses blessures. Une plaque rappelle cet évènement avec les mots qu'aurait dit Cermak à Roosevelt alors qu'il était transporté à l'hôpital : « Je suis content que cela soit moi plutôt que vous. »

### Sport automobile
À partir de 2002, le championnat American Le Mans Series, organise plusieurs éditions de course : American Le Mans Challenge et Grand Prix Americas.